# Кетскілл (селище, Нью-Йорк)
Кетскілл (англ. Catskill) — селище (англ. village) в США, в окрузі Грін штату Нью-Йорк. Населення — 3745 осіб (2020).

## Географія
Кетскілл розташований за координатами 42°12′45″ пн. ш. 73°51′36″ зх. д. / 42.21250° пн. ш. 73.86000° зх. д. (42.212604, -73.859911).  За даними Бюро перепису населення США в 2010 році селище мало площу 7,40 км², з яких 5,90 км² — суходіл та 1,50 км² — водойми.

## Демографія
Згідно з переписом 2010 року, у селищі мешкала 4081 особа в 1744 домогосподарствах у складі 976 родин. Густота населення становила 551 особа/км².  Було 2029 помешкань (274/км²).
Расовий склад населення:
| - 78,6 % — білих - 12,4 % — чорних або афроамериканців - 1,3 % — азіатів - 0,6 % — корінних американців - 3,0 % — осіб інших рас |

До двох чи більше рас належало 4,0 %. Частка іспаномовних становила 9,0 % від усіх жителів.
За віковим діапазоном населення розподілялося таким чином: 22,4 % — особи молодші 18 років, 63,4 % — особи у віці 18—64 років, 14,2 % — особи у віці 65 років та старші. Медіана віку мешканця становила 39,7 року. На 100 осіб жіночої статі у селищі припадало 98,9 чоловіків;  на 100 жінок у віці від 18 років та старших — 94,5 чоловіків також старших 18 років.
Середній дохід на одне домашнє господарство  становив 57 815 доларів США (медіана — 36 442), а середній дохід на одну сім'ю — 56 523 долари (медіана — 39 395). За межею бідності перебувало 19,4 % осіб, у тому числі 30,4 % дітей у віці до 18 років та 6,6 % осіб у віці 65 років та старших.
Цивільне працевлаштоване населення становило 1726 осіб. Основні галузі зайнятості: освіта, охорона здоров'я та соціальна допомога — 36,8 %, роздрібна торгівля — 17,8 %, публічна адміністрація — 14,5 %.